# Szómon

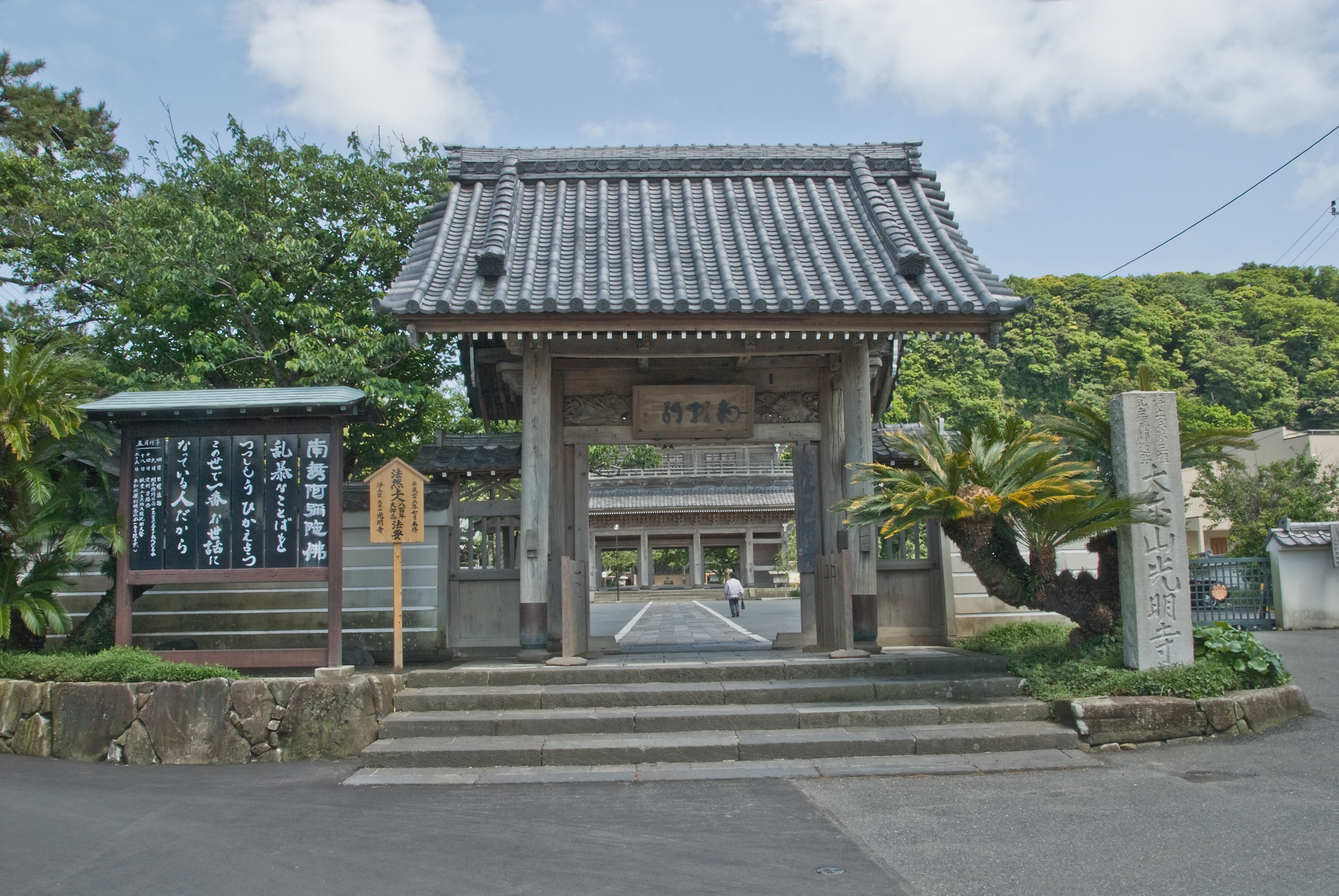
Komjodzsi templom szómonja a japán Kamakura város közelében.

A szómon(japánul: 総門 - szó szerint általános kapu, Hepburn-átírással: sōmon) buddhista templomok és szent helyek díszes külső, bejárati főkapuját jelöli Japánban. Gyakran ez előzi meg az annál jelentősebb szanmont.